# Kabinet-Gerbrandy I
Het kabinet-Gerbrandy I (ook bekend als London II) was een van de vier Londense kabinetten die tijdens de Tweede Wereldoorlog de Nederlandse regering in ballingschap vormden, die gezeteld waren in Londen.
Het eerste kabinet Gerbrandy viel op 12 juni 1941, toen een conflict tussen koningin Wilhelmina en minister Dijxhoorn van Defensie leidde tot het ontslag van de minister. Vervolgens stelden de overige bewindslieden hun portefeuille ter beschikking. Gerbrandy-I regeerde nog een vijftal weken demissionair, waarna het tweede kabinet Gerbrandy werd gevormd.

## Ambtsbekleders
| Ambtsbekleders                                       | Ambtsbekleders             | Ambtsbekleders                                         | Ministers / Ministerie | Ministers / Ministerie              | Termijn                                                                              | Partij |
| ---------------------------------------------------- | -------------------------- | ------------------------------------------------------ | ---------------------- | ----------------------------------- | ------------------------------------------------------------------------------------ | ------ |
|                                                      | P.S. (Pieter) Gerbrandy    | mr.dr. P.S. (Pieter) Gerbrandy (1885–1961)             | Voorzitter             | Voorzitter                          | 3 september 1940 – 25 juni 1945                                                      | ARP    |
| Minister                                             | P.S. (Pieter) Gerbrandy    | mr.dr. P.S. (Pieter) Gerbrandy (1885–1961)             | Justitie               | 10 augustus 1939 – 21 februari 1942 |                                                                                      | ARP    |
|                                                      | H. (Hendrik) van Boeijen   | H. (Hendrik) van Boeijen (1889–1947)                   | Minister               | Algemene Zaken                      | 3 september 1940 – 23 februari 1945                                                  | CHU    |
| Minister                                             | H. (Hendrik) van Boeijen   | H. (Hendrik) van Boeijen (1889–1947)                   | Binnenlandse Zaken     | 24 juni 1937 – 31 mei 1944          |                                                                                      | CHU    |
|                                                      | E.N. (Eelco) van Kleffens  | mr. E.N. (Eelco) van Kleffens (1894–1983)              | Minister               | Buitenlandse Zaken                  | 10 augustus 1939 – 1 maart 1946                                                      | O      |
|                                                      | Ch.J.I.M. (Charles) Welter | Ch.J.I.M. (Charles) Welter (1880–1972)                 | Minister               | Financiën                           | 3 september 1940 – 27 juli 1941 (afgetreden)                                         | RKSP   |
| Minister                                             | Ch.J.I.M. (Charles) Welter | Ch.J.I.M. (Charles) Welter (1880–1972)                 | Koloniën               | 10 augustus 1939 – 17 november 1941 |                                                                                      | RKSP   |
|                                                      | M.P.L. (Max) Steenberghe   | mr. M.P.L. (Max) Steenberghe (1899–1972)               | Minister               | Handel, Nijverheid en Scheepvaart   | 10 mei 1940 – 17 november 1941                                                       | RKSP   |
|                                                      | A.Q.H. (Adriaan) Dijxhoorn | generaal–majoor A.Q.H. (Adriaan) Dijxhoorn (1889–1953) | Minister               | Defensie                            | 10 augustus 1939 – 12 juni 1941 (afgetreden)                                         | O      |
|                                                      | H. (Hendrik) van Boeijen   | H. (Hendrik) van Boeijen (1889–1947)                   | Minister               | Defensie                            | 12 juni 1941 – 15 september 1942                                                     | CHU    |
|                                                      | J. (Jan) van den Tempel    | dr. J. (Jan) van den Tempel (1877–1955)                | Minister               | Sociale Zaken                       | 10 augustus 1939 – 23 februari 1945                                                  | SDAP   |
|                                                      | G. (Gerrit) Bolkestein     | G. (Gerrit) Bolkestein (1871–1950)                     | Minister               | Onderwijs, Kunsten en Wetenschappen | 10 augustus 1939 – 25 juni 1945                                                      | VDB    |
|                                                      | J.W. (Willem) Albarda      | ir. J.W. (Willem) Albarda (1877–1957)                  | Minister               | Waterstaat                          | 10 augustus 1939 – 23 februari 1945                                                  | SDAP   |
|                                                      | A.A. (Aat) van Rhijn       | mr.dr. A.A. (Aat) van Rhijn (1892–1986)                | Minister               | Landbouw en Visserij                | 8 mei 1940 – 1 mei 1941 (afgetreden na benoeming tot lid van de Algemene Rekenkamer) | SDAP   |
|                                                      | M.P.L. (Max) Steenberghe   | mr. M.P.L. (Max) Steenberghe (1899–1972)               | Minister               | Landbouw en Visserij                | 1 mei 1941 – 27 juli 1941 (afgetreden)                                               | RKSP   |
| Bron: Kabinet-Gerbrandy I en II Parlement & Politiek |                            |                                                        |                        |                                     |                                                                                      |        |